# Michail Iwanowitsch Sassulitsch

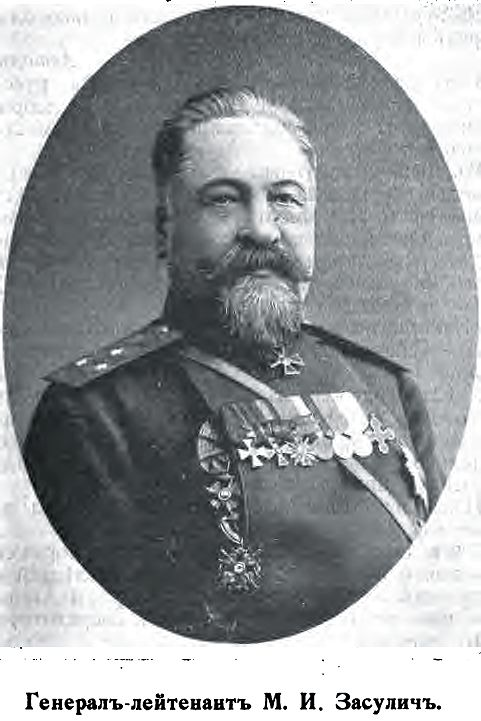
Michail Iwanowitsch Sassulitsch

Michail Iwanowitsch Sassulitsch (russisch Михаил Иванович Засулич; wissenschaftliche Transliteration Michail Ivanovič Zasulič, * 24. Dezember 1843jul. / 5. Januar 1844greg.; † 1910) war ein General der russischen Armee. Er diente im Russisch-Osmanischen Krieg (1877–1878). Im Russisch-Japanischen Krieg war er Befehlshaber des 2. Sibirischen Armeekorps, mit dem er an folgenden Schlachten teilnahm: Schlacht am Yalu, Schlacht von Tashihchiao, Schlacht von Hsimucheng, Schlacht von Liaoyang und Schlacht von Mukden. Nach dem Russisch-Japanischen Krieg beendete er seine militärische Karriere.

## Auszeichnungen
- Russischer Orden des Heiligen Georg, 4. Klasse, 1878
- Russischer Orden der Heiligen Anna 3. Klasse mit Schwert und Bogen, 1878
- Sankt-Stanislaus-Orden 2. Grades, 1878
- Russischer Orden der Heiligen Anna 1. Klasse mit Schwert, 1906
- Orden des Heiligen Wladimir, 2. Klasse, 1906